# Cattedrale di San Francesco Saverio (Ambon)
La cattedrale di San Francesco Saverio (in malese: Katedral Santo Fransiskus Xaverius, in inglese St. Francis Xavier Cathedral) è la chiesa cattedrale della diocesi di Amboina e si trova nella città di Ambon, in Indonesia.
La missione del Sacro Cuore (MSC) giunse nelle Molucche nel 1903, dopo che la prefettura apostolica della Nuova Guinea Olandese fu eretta il 22 dicembre 1902, ricavandone il territorio dal vicariato apostolico di Batavia.